# Schmalschnabelsittiche
Die Schmalschnabelsittiche (Brotogeris) sind eine Gattung der Neuweltpapageien. Alle Arten, die zu dieser Gattung gehören, kommen ausschließlich in Mittel- und Südamerika vor.

## Erscheinungsbild
Schmalschnabelsittiche verfügen über einen schmalen Schnabel, der ungewöhnlich länglich ist. Die Spitze ist stark gekrümmt und dünn. Der Unterschnabel ist gestreckt. Wachshaut und Augenring sind unbefiedert. Der Schwanz ist gestuft und nicht länger als zwei Drittel der Flügellänge. Es besteht kein Sexualdimorphismus und auch die Jungvögel gleichen den adulten Vögeln. 
Schmalschnabelsittiche sind kleine Papageien und erreichen eine Körpergröße zwischen 16 und 23 Zentimetern. Die kleinste Art ist der Braunkinnsittich mit einer Körperlänge von 16 Zentimetern. Die nächstgrößere Art ist der Tovisittich mit einer Körperlänge von 18 Zentimetern.

## Verhalten
Das Nahrungsspektrum der meisten Schmalschnabelsittiche umfasst Sämereien, Früchte, Beeren, Nektar, Insekten, Insektenlarven, Pflanzen und Baumrinde. Einige Arten fressen außerdem fädige Algen sowie Wasserschnecken. Insbesondere der Braunkinnsittich ist auf Grund seines Schnabels in der Lage, Schnecken aus ihren Gehäusen zu ziehen.

## Arten
Folgende Arten werden zu den Schmalschnabelsittichen gezählt:
- Tirikasittich (B. tirika)
- Weißflügelsittich (B. versicolorus)
- Gelbflügelsittich (B. chiriri)
- Feuerflügelsittich (B. pyrrhopterus)
- Tovisittich (B. jugularis)
- Kobaltflügelsittich (B. cyanoptera)
- Braunkinnsittich (B. chrysopterus)
- Tuisittich (B. sanctithomae)

## Belege